# Breaking Up Is Hard to Do
| Оценки критиков | Оценки критиков |
| Источник        | Оценка          |
| --------------- | --------------- |
| AllMusic        | Без оценки      |

«Breaking Up Is Hard to Do» — песня американского певца Нила Седаки, написанная им в соавторстве с Говардом Гринфилдом. Седака записал эту песню дважды, в 1962 и 1975 годах, в двух существенно разных аранжировках, и она считается его визитной карточкой, самой популярной из всех его хитов, побывавших в топ-40 в США.

## История
Текст этой песни по просьбе Седаки написал Хови Гринфилд, музыку — сам Седака. Когда песню показали Барри Манну (известного как участника авторского дуэта со своей женой Синтией Вайль), он её невысоко оценил, поэтому Седака решил добавить вступление в стиле скэт, в котором поёт «come-a come-a down, dooby doo down down». На своем мини-концерте 12 июня 2020 года Седака вспоминал, что это вступление появилось из-за того, что он и Гринфилд не смогли придумать текст для этой части песни, и Седака сымпровизировал вокализ, который им так понравился, что они решили его оставить.
По словам Седаки, вдохновением к созданию этой песни послужила песня группы Showmen «I Will Stand».
В карьере Седаки «Breaking Up Is Hard to Do» стала первым хитом номер 1 в США. До этого он уже восемь раз попадал в первую десятку, но так высоко ещё никогда не поднимался.
Как утверждает сайт Songfacts, песня была выпущена в очень удачный момент, 30 июня 1962 года: в уик-энд, на который пришёлся День независимости (4 июля), она попала в активную ротацию на радио из-за того, что тинейджеры, проводившие каникулы на пляжах и в парках, постоянно заказывали на радиостанциях её исполнение.
В 1975 году на альбоме Hungry Years Седака записал новую версию этой песни. Песня опять была выпущена как сингл и на этот раз добралась в США до 8 места, став его 18-м хитом в топ-40 в США (из 21-го в карьере к настоящему времени).
Свои каверы на эту песню записывали многие артисты. В 1968 году группа Happenings была с ней на 67 месте в США, в 1970 году Ленни Уэлч на 70 месте, в 1972 году группа The Partridge Family на 28 месте в США и 3 месте в Великобритании. Песня также исполнялась на нескольких языках, в частности версия Сильви Вартан на французском попала в феврале 1963 года на 12 место во французском чарте.

## Отзывы критиков
Джо Вильоне в своей рецензии на сайте AllMusic называет оригинальную версию песни «Breaking Up Is Hard to Do» в исполнении Нила Седаки «двумя минутами и шестнадцатью секундами чистейшей поп-музыкальной магии».